# سیارک ۱۶۱۴۷
سیارک ۱۶۱۴۷ (به انگلیسی: 16147 Jeanli، نامگذاری:1999XL175) شانزده هزار و صد و چهل و هفتمین سیارک کشف شده‌است که در ۱۰ دسامبر ۱۹۹۹ کشف شد.
قدر مطلق سیارک برابر ۱۹.۵ است.